# Чемпионат мира по фехтованию 1975
Чемпионат мира по фехтованию 1975 года проходил с 11 по 20 июля в Будапеште (Венгрия). Среди мужчин соревнования проходили в личном и командном зачёте по фехтованию на саблях, рапирах и шпагах, среди женщин — только первенство на рапирах в личном и командном зачёте.

## Общий медальный зачёт
| Место | Страна  | Золото | Серебро | Бронза | Всего |
| ----- | ------- | ------ | ------- | ------ | ----- |
| 1     | СССР    | 3      | 3       | 1      | 7     |
| 2     | Франция | 2      | 1       | 0      | 3     |
| 3     | ФРГ     | 1      | 1       | 0      | 2     |
| 4     | Румыния | 1      | 0       | 2      | 3     |
| 5     | Швеция  | 1      | 0       | 0      | 1     |
| 6     | Венгрия | 0      | 2       | 4      | 6     |
| 7     | Польша  | 0      | 1       | 0      | 1     |
| 8     | Италия  | 0      | 0       | 1      | 1     |
| Всего | Всего   | 8      | 8       | 8      | 24    |

## Медалисты

### Мужчины
| Дисциплина                  | Золото                                                                                             | Серебро                                                                                             | Бронза                                                                                    |
| --------------------------- | -------------------------------------------------------------------------------------------------- | --------------------------------------------------------------------------------------------------- | ----------------------------------------------------------------------------------------- |
| Шпага Личное первенство     | Александр Пуш                                                                                      | Борис Лукомский                                                                                     | Иштван Острич                                                                             |
| Шпага Командное первенство  | Швеция · Рольф Эдлинг · Карл фон Эссен · Ханс Якобсон · Йёран Флодстрём                            | ФРГ Эльмар Байерштеттель Ханс-Юрген Хен Райнхольд Бер Александр Пуш                                 | Венгрия · Шандор Эрдёш · Дьёзё Кульчар · Иштван Острич · Чаба Феньвеши                    |
| Рапира Личное первенство    | Кристиан Ноэль                                                                                     | Бернар Тальвар                                                                                      | Владимир Денисов                                                                          |
| Рапира Командное первенство | Франция · Бернар Тальвар · Кристиан Ноэль · Даниэль Ревеню · Фредерик Петрушка                     | СССР · Сабиржан Рузиев · Александр Романьков · Сергей Исаков · Владимир Денисов · Василий Станкович | Италия · Карло Монтано · Стефано Симончелли · Никола Граниери · Джованни Баттиста Колетти |
| Сабля Личное первенство     | Владимир Назлымов                                                                                  | Яцек Берковский                                                                                     | Петер Марот                                                                               |
| Сабля Командное первенство  | СССР · Владимир Назлымов · Виктор Сидяк · Эдуард Винокуров · Виктор Кровопусков · Сергей Приходько | Венгрия · Имре Гедёвари · Пал Геревич · Петер Марот · Тамаш Ковач                                   | Румыния · Дан Иримичук · Корнел Марин · Иоан Поп · Михай Фрунза                           |

### Женщины
| Дисциплина                  | Золото                                                                    | Серебро                                                                 | Бронза                                                                              |
| --------------------------- | ------------------------------------------------------------------------- | ----------------------------------------------------------------------- | ----------------------------------------------------------------------------------- |
| Рапира Личное первенство    | Экатерина Шталь-Енчик                                                     | Ольга Князева                                                           | Ильдико Бобиш                                                                       |
| Рапира Командное первенство | СССР · Ольга Князева · Валентина Сидорова · Наиля Гилязова · Елена Белова | Венгрия · Ильдико Бобиш · Ильдико Тордаши · Ильдико Рейтё · Магда Марош | Румыния · Екатерина Шталь-Енчик · Элена Прикоп · Сюзана Арделяну · Магдалена Бартош |